# Tratado sino-español de 1864
Para el tratado internacional de 1858, véase Tratado de Tianjin.
El Tratado de amistad, comercio y navegación ajustado entre España y China, o Tratado de Tientsin, firmado en Tianjin (China) el 10 de octubre de 1864, es el primer tratado bilateral acordado entre España y la dinastía Qing china. Con el tratado España se convirtió en el cuarto país europeo en tener un representante (aunque no permanente) en Beijing.
Se redactaron dos versiones del tratado, una en idioma chino y otra en idioma español, a firmar por los representantes de ambos estados: por España, en nombre de la reina Isabel II, firmó Sinibaldo de Mas y por China, en nombre del emperador Tongzhi, Chong Hou y Xue Huan. Una copia del tratado fue posteriormente publicada en España por las Aduanas Imperiales, en 1908, incluyendo un "artículo secreto" sólo presente en la traducción china que proveía una espera de tres años antes de que un representante español pudiera residir en Beijing.